# Мариндвор (Пожега)
45°22′ пн. ш. 17°38′ сх. д. / 45.37° пн. ш. 17.64° сх. д.
Мариндвор (хорв. Marindvor) — населений пункт у Хорватії, у Пожезько-Славонській жупанії у складі міста Пожега.

## Населення
Населення за даними перепису 2011 року становило 116 осіб.
Динаміка чисельності населення поселення:

## Клімат
Середня річна температура становить 11,10 °C, середня максимальна – 25,54 °C, а середня мінімальна – -5,87 °C. Середня річна кількість опадів – 834 мм.
| Клімат поселення                              | Клімат поселення | Клімат поселення | Клімат поселення | Клімат поселення | Клімат поселення | Клімат поселення | Клімат поселення | Клімат поселення | Клімат поселення | Клімат поселення | Клімат поселення | Клімат поселення | Клімат поселення |
| Показник                                      | Січ.             | Лют.             | Бер.             | Квіт.            | Трав.            | Черв.            | Лип.             | Серп.            | Вер.             | Жовт.            | Лист.            | Груд.            |                  |
| Середній максимум, °C                         | 6,00             | 8,12             | 12,63            | 17,11            | 22,48            | 25,54            | 25,26            | 24,41            | 20,41            | 15,25            | 9,58             | 5,50             |                  |
| Середня температура, °C                       | 0,08             | 2,21             | 6,71             | 11,18            | 16,54            | 19,61            | 21,34            | 20,50            | 16,48            | 11,32            | 5,65             | 1,59             |                  |
| Середній мінімум, °C                          | −5,87            | −3,74            | 0,76             | 5,24             | 10,61            | 13,66            | 17,41            | 16,58            | 12,54            | 7,42             | 1,72             | −2,35            |                  |
| Норма опадів, мм                              | 52               | 49               | 54               | 66               | 77               | 100              | 76               | 76               | 63               | 74               | 82               | 65               |                  |
| Середньомісячна швидкість вітру, м/с          | 1.88             | 2.15             | 2.45             | 2.38             | 2.13             | 1.98             | 1.90             | 1.77             | 1.76             | 1.79             | 1.88             | 1.94             |                  |
| Середньомісячна сонячна радіація, кДж/м²·день | 4309             | 7048             | 10859            | 15282            | 19351            | 21392            | 22198            | 20062            | 14914            | 9228             | 4877             | 3631             |                  |
| --------------------------------------------- | ---------------- | ---------------- | ---------------- | ---------------- | ---------------- | ---------------- | ---------------- | ---------------- | ---------------- | ---------------- | ---------------- | ---------------- | ---------------- |
| Джерело:                                      |                  |                  |                  |                  |                  |                  |                  |                  |                  |                  |                  |                  |                  |